# Muhuský průliv
Muhuský průliv (estonsky Väinameri, Muhu väin, švédsky Moonsundet, německy Mohnsund, rusky Моонзунд) je souhrnné označení pro úžiny mezi pevninskou částí Estonska a některými ostrovy Západoestonského souostroví, spojující Rižský záliv s hlavní plochou Baltského moře.

## Základní údaje
Průliv prochází od severu k jihu nejprve jako Hari kurk mezi ostrovy Hiiumaa a Vormsi, pak tvoří nejhlubší část Průlivového moře a nakonec vede jako Suur väin mezi pevninou a ostrovem Muhu, podle něhož je pojmenován.
Celková délka průlivu je přibližně 83 km. Jeho minimální šířka je 6 km, zatímco maximální šířka je neurčitelná, protože průliv prochází otevřeným Průlivovým mořem. Minimální hloubka je 1,8 m.
Průliv v zimě zamrzá.

## Doprava
Hlavní přístavy jsou Virtsu a Haapsalu na pevnině, Heltermaa na ostrově Hiiumaa a Kuivastu na ostrově Muhu.